# De-Bao Wang
De-Bao Wang, auch T. P. Wang, (chinesisch 王德寶 / 王德宝, Pinyin Wáng Débǎo, W.-G. Wang Te-pao; * 7. Mai 1918 in Huangqiao, Taixing in der Provinz Jiangsu; † 2002) war ein chinesischer Biochemiker, bekannt für Forschung zur Transfer-RNA.
Wang studierte an der Universität Chongqing mit dem Bachelor-Abschluss 1940 und war dort Assistent und Dozent. 1947 ging er an die Louisiana State University in Baton Rouge und 1948 an die Washington University, an der er 1949 seinen Master-Abschluss erhielt. 1951 wurde er an der Case Western Reserve University promoviert. Als Post-Doktorand war er an der Johns Hopkins University, bevor er 1955 nach China zurückkehrte. Dort war er am Institut für Biochemie der Chinesischen Akademie der Wissenschaften in Shanghai, an dem er 1960 Professor wurde.
1962 bis 1982 arbeitete er mit rund 100 Mitarbeitern an der Totalsynthese von Alanin-t-RNA (sie war 1964 vom Nobelpreisträger Robert W. Holley als erste t-RNA sequenziert worden).  Das war die erste biologisch aktive t-RNA, die in Totalsynthese synthetisiert wurde.